# Diocesi di Orisa
La diocesi di Orisa (in latino Dioecesis Orisena) è una sede soppressa e sede titolare della Chiesa cattolica.

## Storia
Orisa, identificata con Tayibé in Siria, è un'antica sede episcopale della provincia romana della Siria Eufratense nella diocesi civile d'Oriente. Faceva parte del patriarcato di Antiochia ed era suffraganea dell'arcidiocesi di Sergiopoli.
La sede non è menzionata nell'opera Oriens Christianus di Michel Le Quien. È tuttavia segnalata in una Notitia episcopatuum del VI secolo. A questa sede Honigmann attribuisce un vescovo di nome Sergio, che nel 630 partecipò ad una riunione di vescovi monofisiti con il patriarca Atanasio I e l'imperatore Eraclio I.
Dal 1933 Orisa è annoverata tra sedi vescovili titolari della Chiesa cattolica; la sede è vacante dal 19 maggio 1992.

## Cronotassi

### Vescovi greci
- Sergio † (menzionato nel 630) (vescovo monofisita)

### Vescovi titolari
- Benedito Paulo Alves de Souza † (28 luglio 1933 - 3 aprile 1946 deceduto)
- Franciszek Salezy Korszyński † (7 maggio 1946 - 3 novembre 1962 deceduto)
- Józef Benedykt Kurpas † (23 novembre 1962 - 19 maggio 1992 deceduto)